# Botanochara vianai
Botanochara vianai es un coleóptero de la familia Chrysomelidae.
Fue descrita científicamente por primera vez en 1989 por Borowiec.